# National LGBTI Health Alliance
La LGBTIQ+ Health Australia (anteriormente conosciuta come National LGBTI Health Alliance) è un'organizzazione non governativa (ONG) e no profit australiana fondata nell'agosto del 2007 a difesa dei diritti della salute, fisica e mentale, della comunità LGBTIQ+ in Australia.
L'attività dell'associazione si concentra su alcune aree d'azione principali, cercando di difendere le politiche di salute mentale, prevenzione del suicidio e salute della comunità intersex e transgender nelle istituzioni governative e sanitarie australiane. Un alto  importante compito di questa organizzazione è l'ottenimento di dati sul benessere della comunità LGBTIQ+ nella società australiana.
L'associazione organizza, con cadenza biennale, una conferenza chiamata "Health in Difference".